# Huize Tetrode
Huize Tetrode (1822) is een herenhuis in de Nederlandse stad Assen.
Huize Tetrode staat aan de Brink in Assen. Het huis is gebouwd in neoclassicistische stijl en heeft beschilderde wandbespanningen. Opdrachtgever was notaris mr. Anthonij Homan. Het huis dankt zijn naam aan de familie Tetrode, die het van 1825 tot 1930 in eigendom had. Het werd onder meer bewoond door mr. George Maynard Tetrode (1822-1912), president van de rechtbank in Assen.
In 1930 kwam het huis in handen van de gemeente Assen en werd het in gebruik genomen als gemeentehuis. De gemeente verhuisde in 1995 naar de Noordersingel. Het gebouw werd aangekocht door de provincie Drenthe, waarna het tot 2012 door het Drents Museum werd gehuurd en gebruikt als kantoor en door de gemeente als trouwlocatie werd gebruikt. Vanaf 2012 is het pand in gebruik bij diverse organisaties en is het geen trouwlocatie meer.
In 2017 kwam Huize Tetrode in het nieuws, nadat commissaris van de Koning Jacques Tichelaar voor de herindeling van het interieurontwerp zijn schoonzus voordroeg. Tichelaar legde uiteindelijk zijn functie neer.
Vanaf 2025 is huize Tetrode in bezit van Meino de Vries die er een dagbehandeling voor mensen met een verslaving vestigde.